# Politika proizvoda
Politika proizvoda tiče se kako proizvodnih tako i ostalih privrednih grana i ima veliku važnost u cjelokupnoj politici poduzeća. U tom kontekstu politiku proizvoda se može gledati kao podsustav poslovne politike poduzeća, ali i marketinga.
Stoga je politika proizvoda jedan važan dio politike poduzeća i na toj razini predstavlja poslovnu politiku. Pošto je centar pozornosti na proizvodu / usluzi logično je da u cijelu priču potrebno uključiti i marketinški aspekt jer se upravo tim proizvodima / uslugama pomoću marketinškog spleta (mixa) ostvaruje svrha poduzeća, a to je za veliku većinu kompanija profit. 
Važno je istaknuti da svako poduzeće mora imati razvojnu politiku ili jednostavnije rečeno viziju gdje se vide u budućnosti i na koji način doći do tog cilja. Razvojna politika poduzeća zapravo čini okvir i bazu u kojoj se, između ostalog, nalazi i razvojna politika proizvoda. Dobro je poznato da je razvojna politika presudna za opstanak, rast i razvoj poduzeća i da bi se ona trebala temeljiti na znanstvenim istraživanjima.

## Važnost politike P|U
Važnost politike P|U najbolje se očituje kroz nekoliko pokazatelja koji govore u prilog tome da se sustavnim i permanentnim (stalnim) provođenjem aktivnosti koji se tiču proizvoda i politike proizvoda može doći do kvalitetnih proizvoda i rezultata u konačnici. Čimbenici kroz koje se vidi važnost politike P|U :
1. zadaci politike P|U
2. rezultati pravilne politike P|U

### Zadaci politike P|U
- istraživati sve aktivnosti vezane uz P|U
  1. aktivnosti prije lansiranja
  2. aktivnosti poslije lansiranja
- organizirati te aktivnosti
- izvršenje i koordinacija aktivnosti
- kontrola

### Rezultati pravilne politike P|U
Kolika je važnost politike P|U može se vidjeti kroz sljedeće pokazatelje koji govore o tome što se postiže i osigurava kvalitetnom i pravilnom politikom P|U :
1. dobro mjesto na tržištu
2. širenje na tržištu
3. veliki udio u podmirenju potreba
4. izvoz
5. stvaranje konkurentske snage (šampionski proizvodi)
6. profit
7. good will
8. image (imidž)
9. reproduktivna snaga

## Uvjeti za oblikovanje
Međutim, da bi se ostvarili svi ovi čimbenici koji su navedeni kao faktori koji predstavljaju važnost politike P|U moraju postojati određeni uvjeti da bi se takva učinkovita politika oblikovala. U teoriji se navode tri (3) osnovna preduvjeta za kvalitetno oblikovanje politike P|U :
- marketing informacijski sustav (MIS)
- postojanje organizacijske jedinice
- postojanje učinkovitog sustava informiranja i komuniciranja

## Faze stvaranja i oblikovanja politike P|U
| Istraživanje {\displaystyle \downarrow }                                         |
| Analiza dosadašnje politike {\displaystyle \downarrow }                          |
| Prognoza razvoja za domaće i inozemno tržište {\displaystyle \downarrow }        |
| Ocjena mogućih pravaca i intenziteta rasta i razvoja {\displaystyle \downarrow } |
| Analiza sadašnjih i budućih resursa poduzeća {\displaystyle \downarrow }         |
| Preliminarni prijedlog srednjoročnog plana {\displaystyle \downarrow }           |
| Utvrđivanje konačne varijante srednjoročnog plana {\displaystyle \downarrow }    |
| Formuliranje ciljeva i zadataka strategija i taktika                             |
| Alociranje planskih zadataka prema nosiocima {\displaystyle \downarrow }         |
| Realizacija {\displaystyle \downarrow }                                          |
| Kontrola izvršenja i revizija                                                    |